# Cassandra Rios
Cassandra Rios (alias Odete Rios; * 1932 in São Paulo; † 8. März 2002) war eine brasilianische Schriftstellerin. Ihre Arbeiten beschäftigen sich mit Mysterien, Dramen und lesbischer Liebe.
Ihre Eltern flohen nach Brasilien während des spanischen Bürgerkriegs. Sie schrieb mehr als 40 Romane.

## Werke (Auswahl)
- Volúpia do Pecado
- Carne em delírio
- Nicoletta Ninfeta
- Crime de Honra
- Uma Mulher Diferente
- Copacabana Posto 6 - A madrasta
- A Lua Escondida
- O Gamo e a Gazela
- A Borboleta Branca
- As Traças
- A Tara
- O Prazer de Pecar
- Tessa, a Gata
- A Paranoica
- Breve História de Fábia
- Um Escorpião na Balança
- Muros Altos